# Казаков, Олег Викторович
Олег Викторович Казаков (род. 20 мая 1981, Красноярск) — российский футболист, игрок в мини-футбол, нападающий. Выступал за сборную России по мини-футболу.

## Биография
Воспитанник лесосибирского ФК «Ника». Свою мини-футбольную карьеру начинал в югорском клубе «ТТГ-Ява». В 2004—2008 годах играл за московский «Спартак», был капитаном команды. В сезоне 2008—2009 году играл за «Мытищи», после чего перешёл в состав свежеиспечённых чемпионов — екатеринбургского «ВИЗ-Синары». Поучаствовав в завоевании клубом второго чемпионства, покинул Екатеринбург и полгода спустя оказался в сыктывкарском клубе «Новая генерация».
В составе сборной Казаков дебютировал в 2006 году, сыграв в товарищеском матче против сборной Украины. Он участвовал в двух отборочных матчах на чемпионат Европы 2007 года.

## Достижения
- Чемпион России по мини-футболу 2009—2010